# Laura Mononen
Laura Mononen, född 5 oktober 1984, är en finsk längdskidåkare som debuterade i världscupen den 8 mars 2009 i Lahtis, Finland. Hon har tagit två stycken pallplaceringar i världscupen, båda efter andraplaceringar i damernas stafett i Lillehammer, Norge, 2015 och La Clusaz, Frankrike, 2016.
Mononen ingick i det finska lag som tog brons i stafett vid VM i Lahtis 2017.